# Cadillac Ranch (film)
Cadillac Ranch è un film del 1996 diretto da Lisa Gottlieb.
È un film commedia statunitense a sfondo avventuroso con Suzy Amis, Renee Humphrey e Caroleen Feeney (nel ruolo di tre sorelle) e con Jim Metzler, Joe Stevens e Bill Wise.

## Produzione
Il film, diretto da Lisa Gottlieb su una sceneggiatura di Jennifer Cecil, fu prodotto da J. Todd Harris e Harvey Kahn per la BMG Independents, la Davis Entertainment Classics e la Front Street Pictures e girato a Coupland e a Elgin in Texas dal 2 agosto al 29 agosto 1995.

## Distribuzione
Il film fu distribuito negli Stati Uniti nel 1996 al cinema dalla Legacy Releasing Corporation.
Altre distribuzioni:
- negli Stati Uniti il 13 gennaio 1996 (Palm Springs International Film Festival)
- negli Stati Uniti il 10 ottobre 1996 (Austin Film Festival)
- in Grecia (Oi kyries tis asfaltou, in VHS)

## Critica
Secondo Leonard Maltin il film è un "piacevole racconto" in cui "l'incantevole recitazione del trio femminile solleva il livello" di quella che risulta essere solo "una modesta produzione made in Texas".

## Promozione
La tagline è: "Three sisters... Unsafe at any speed - Getting in their way was a really bad idea!".